# Кільця Лізеганга (геологія)

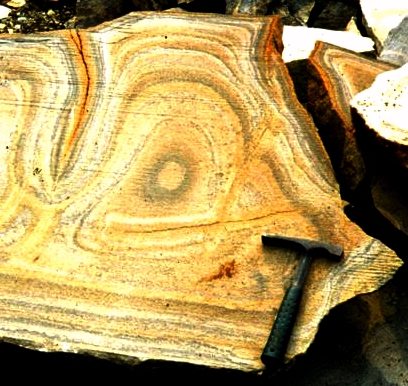
Типові кільця Лізеганга у поперечному перерізі

Кільця (шари, структури) Лізеганга (англ. Liesegang rings) — седиментаційні структури у вигляді кольорових смуг зцементованих осадових порід, які зазвичай розташовані впоперек заляганню шарів цих порід. Ці вторинні (діагенетичні) седиментаційні структури демонструють смуги (аутигенних) мінералів, які утворюють циклічний візерунок концентричних кілець. Кільця Лізеганга відрізняються від інших осадових структур саме повторюваністю цих концентричних смуг. Точний механізм яким ці форми утворюються достеменно невідомий, хоча існують деякі припущення форма не відома і знаходиться в стадії дослідження. Процес відкладення осадів відноситься до циклу Оствальда-Лізеганга — перенасичення-нуклеація-виснаження. Кільця Лізеганга вважаються нерідким явищем серед осадових порід, проте такі структури з оксиду заліза можуть утворюватись в магматичних і метаморфічних породах, під час хімічного вивітрювання.

## Історія

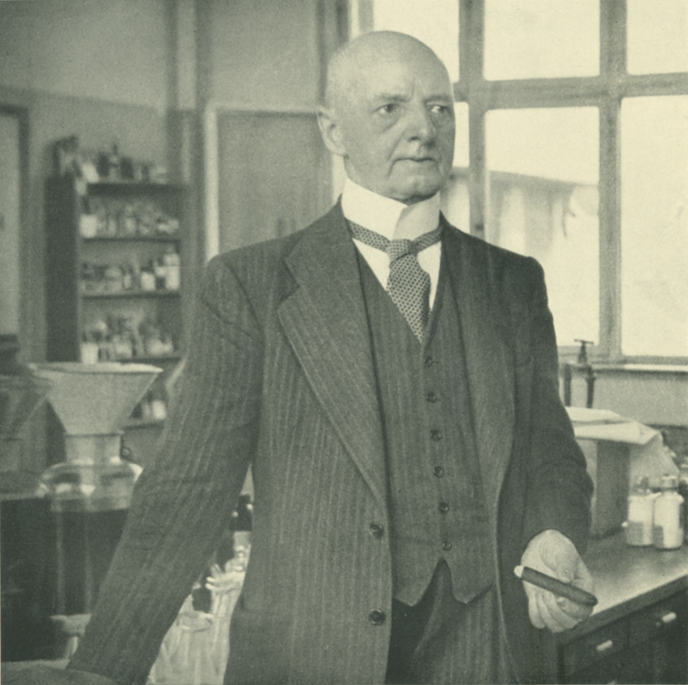
Рафаель Едуард Лізеганг

1896 року німецький хімік Рафаель Едуард Лізеганг першим описав таку «смугастість» в своїх дослідах, а інший німецький хімік Вільгельм Оствальд вперше дав наукове пояснення такому явищу. Метою експерименту Лізеганга було спостереження за утворенням осаду внаслідок хімічної реакції, що виникає, коли на поверхню гелю дихромату калію (K2Cr2O7) розміщували краплю розчину нітрату срібла (AgNO3). Отриманий осад біхромату срібла (Ag2Cr2O7) утворював картину із концентричних кілець.
Лізеганг, знайомий з першими роботами з вивчення коливальних реакцій Фрідліба Фердинанда Рунге, спочатку схилявся до натурфілософського пояснення отриманого ним періодичного процесу. 1905 року Лізеганг відкинув модель Оствальда, коли отримав нові емпіричні факти. Однак згодом, коли провів нові експерименти, став ревним прихильником.
З утворенням шарів Лізеганга пов'язують пошарове забарвлення ряду мінералів (агат, яшма). Лізеганг зробив чимало важливих спостережень над агатами, опублікував книгу про них, велику серію статей, 1915 року розробив власну теорію їхнього утворення. На його думку, агати утворилися не з розчинів, а з гелів кремнезему, які заповнили камери і потім «дозрівали» в них — ділячись на концентричні шари і кристалізуючись, з часом вони перетворюються на халцедон. Проте ця гіпотеза має ряд критичних зауважень.

## Механізм утворення
Процес, за допомогою якого утворюються кільця Лізеганга не повністю зрозумілий. Кільця Лізеганга можуть утворюватися через хімічну сегрегацію оксидів заліза та інших мінералів під час хімічного вивітрювання. Одним з найпоширеніших механізмів, запропонованих геохіміками, є утворення кілець, коли відсутня адвекція і присутня внутрішня дифузія між речовинами, що реагують, киснем (O) і двовалентним залізом (Fe2+), які осідають в окремих дискретних смугах і утворюють циклічний геометричний малюнок. Процес осадження, відомий як цикл перенасичення-виснаження Оствальда-Лізеганга, відомий геологам як ймовірний механізм утворення кілець в осадових породах. У цьому процесі дифузія реагентів призводить до перенасичення і утворення ядер концентрації одного з реагентів, з подальшим виснаженням його концентрації в сусідніх зонах. Як припускає Оствальд, існує локалізована формація кристалічних зерен, яка виникає при досягненні достатнього рівня перенасичення, і як тільки кристалічні зерна утворюються, розпочинається рост кристалів, що знижує рівень перенасичення розчинів у порах, що оточують такі кристали. Таким чином, мінералізація, що виникає після початкового зростання кристалів у прилеглих районах, розвивається в смугах або «кільцях». Класичний приклад, що пояснює така гіпотеза, спостерігається у взаємодії залізистих вод у пісковиках, де гідроксид заліза осідає в порах, утворюючи характерні концентричні кільця.

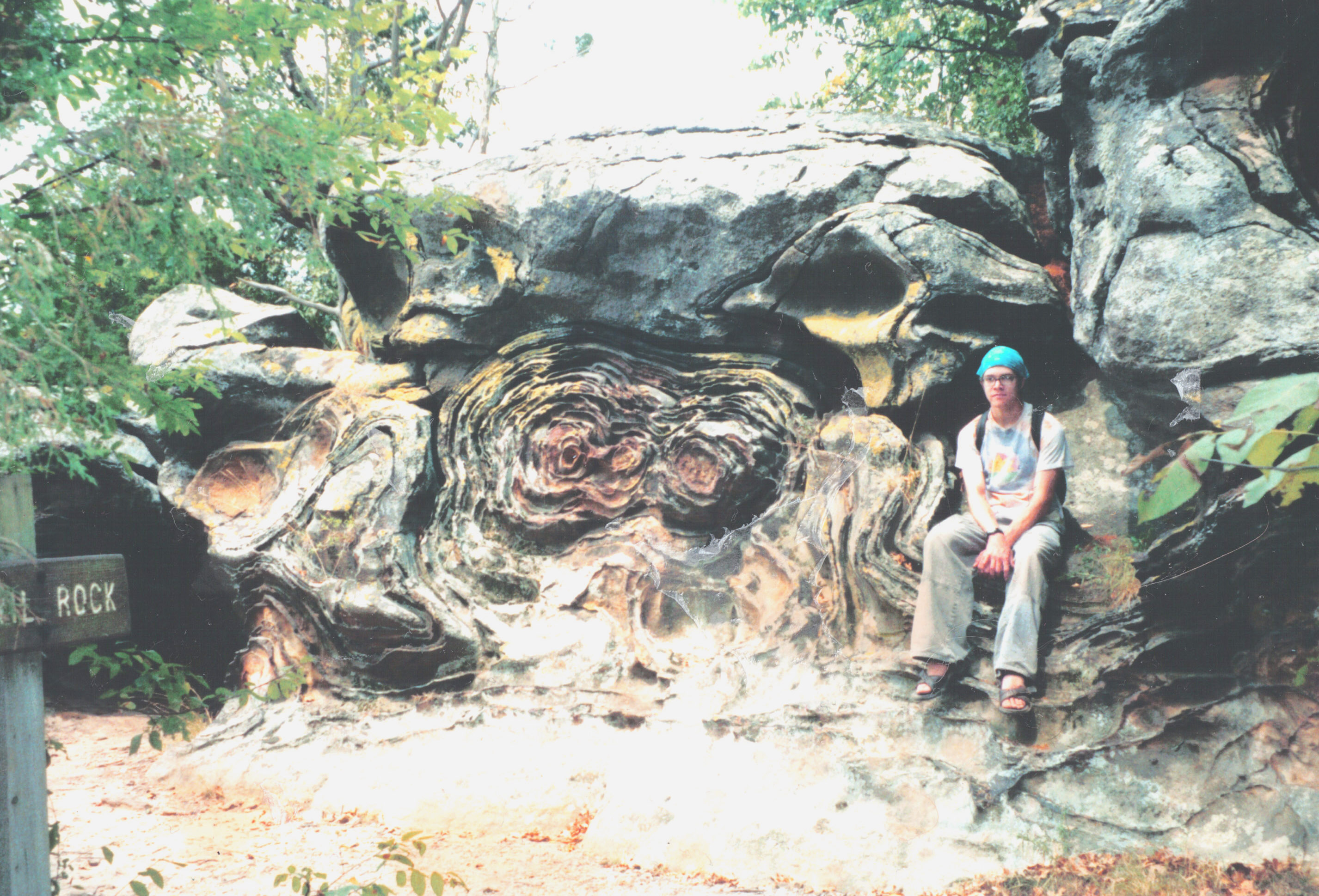
Скеля-ковадло в національному лісі Шоуні, Іллінойс, США
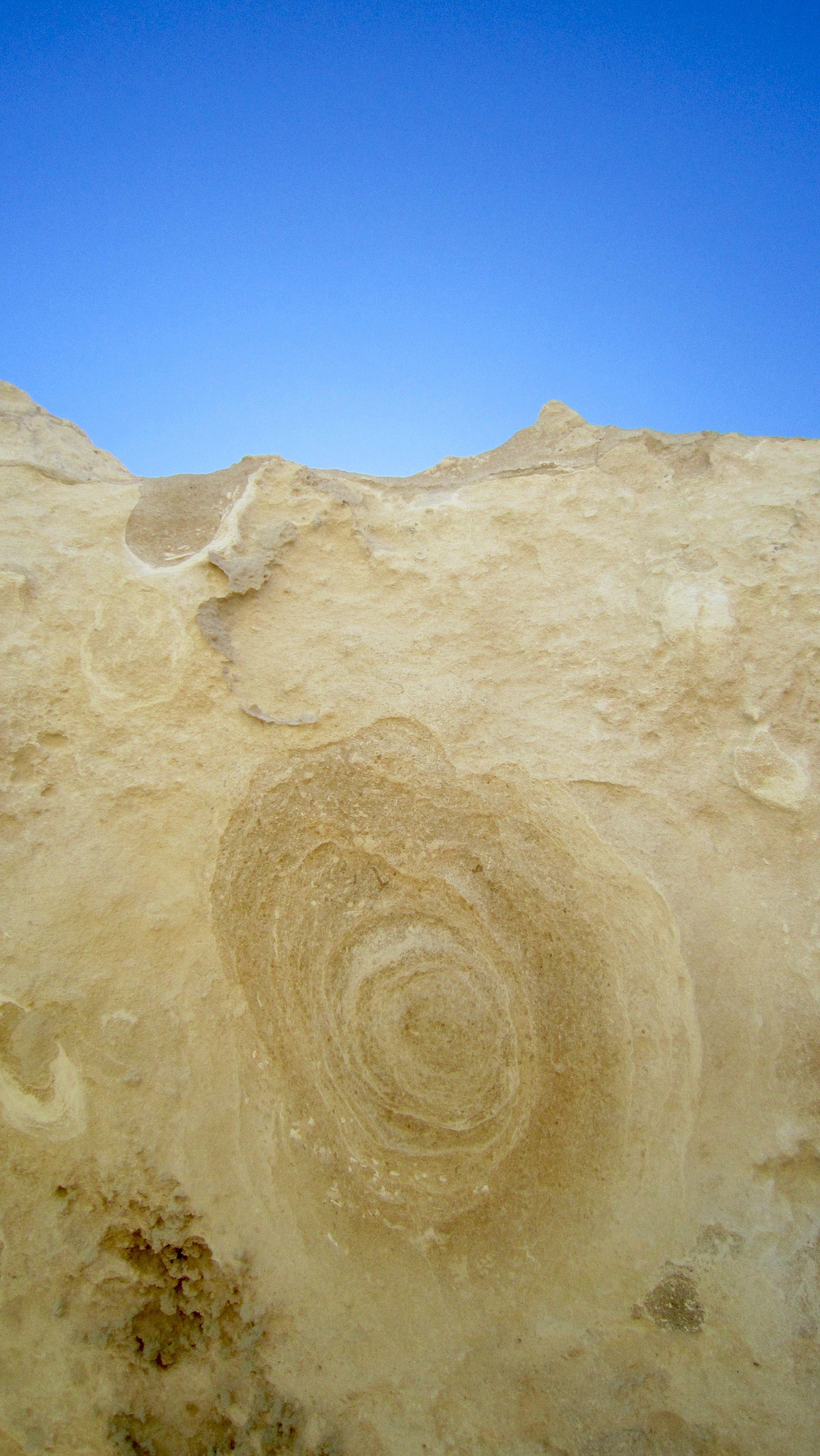
Залізисті кільця у пісковику
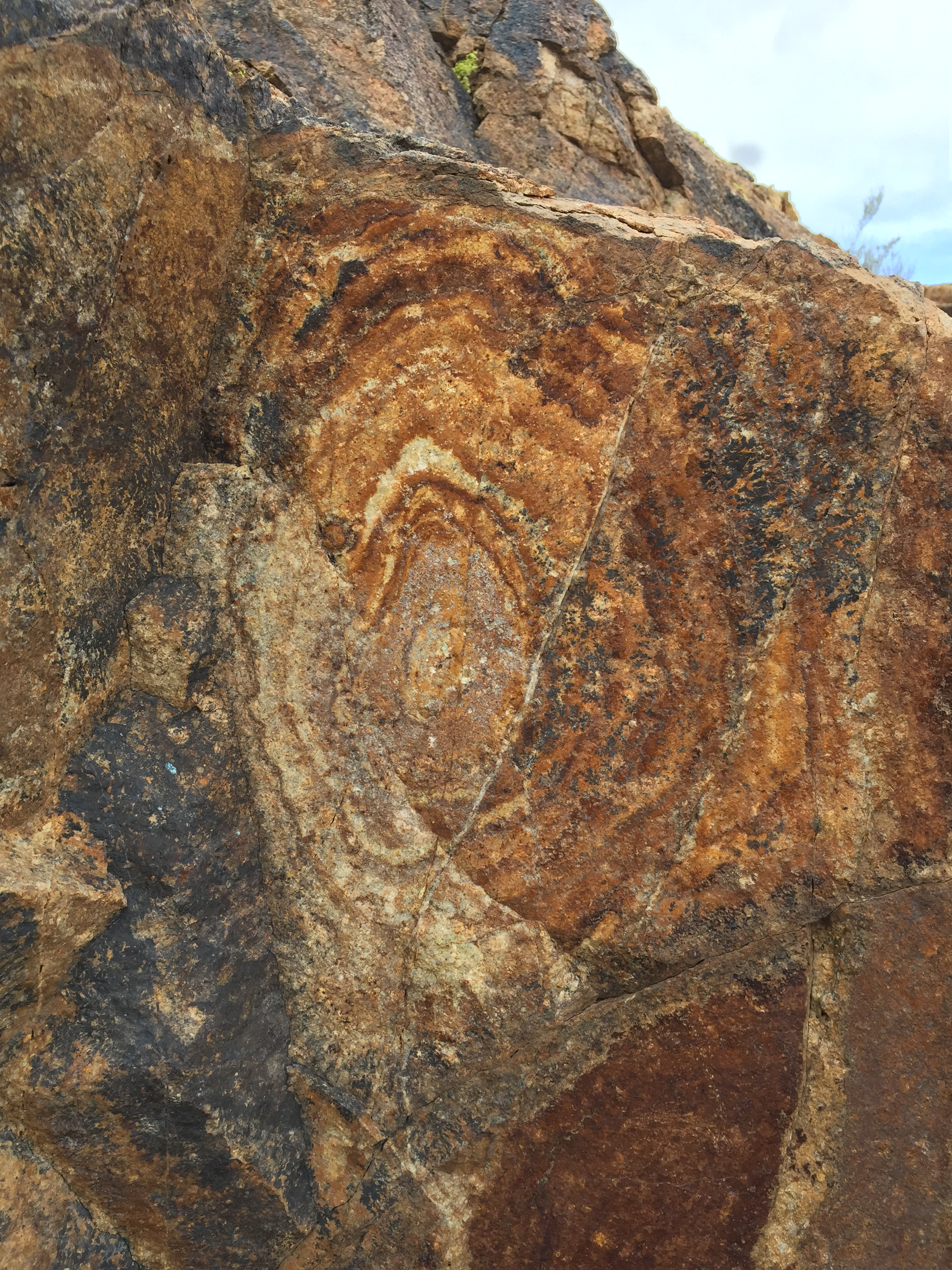
Східна сторона Сагіноу-Гілл, Тусон, Аризона

## Поширення в природі
Лінійні кільцеві структури вважаються вторинними (діагенетичними) осадовими структурами, хоча вони також зустрічаються в магматичних і метаморфічних породах, які зазнали хімічного вивітрювання. Хімічне вивітрювання гірських порід, що призводить до утворення кілець Лізеганга, зазвичай передбачає дифузію кисню з підземних вод в отвори порід, що містять розчинне двовалентне залізо. Кільця Лізеганга зазвичай перетинають стратиграфічні шари залягання і найчастіше зустрічаються в пісковиках і флінтах. Хоча такі структури досить поширені серед осадових порід, відносно небагато вчених вивчали їхню мінералогію і текстуру в достатній кількості, щоб остаточно вирішити усі питання пов'язані з їхньою появою і розвитком. Кільця Лізеганга називають прикладом своєрідної геохімічної самоорганізації матерії. Наприклад, у певних типах осадових порід, таких як карбонатні алевроліти (кальцсильтіти), кільця Лізіганга можуть бути неправильно інтерпретовані як скиди; кільця можуть здаватися «зміщеними», однак пластини у скелі мають непорушну картину, тому зміщення, що спостерігаються, помилково пов'язуються з псевдопорушеннями. Псевдоскиди пов'язані з кільцями, що розвиваються там, де шари що прилягають один до одного, але є різними стратиграфічними одиницями. Кільця Лізеганга можуть мати вигляд тонких плівок і можуть бути помилково прийняті за них, коли вони паралельні або субпаралельні площині залягання, їх легше відрізнити від плівок, коли вони перетинають шари залягання гірських порід.

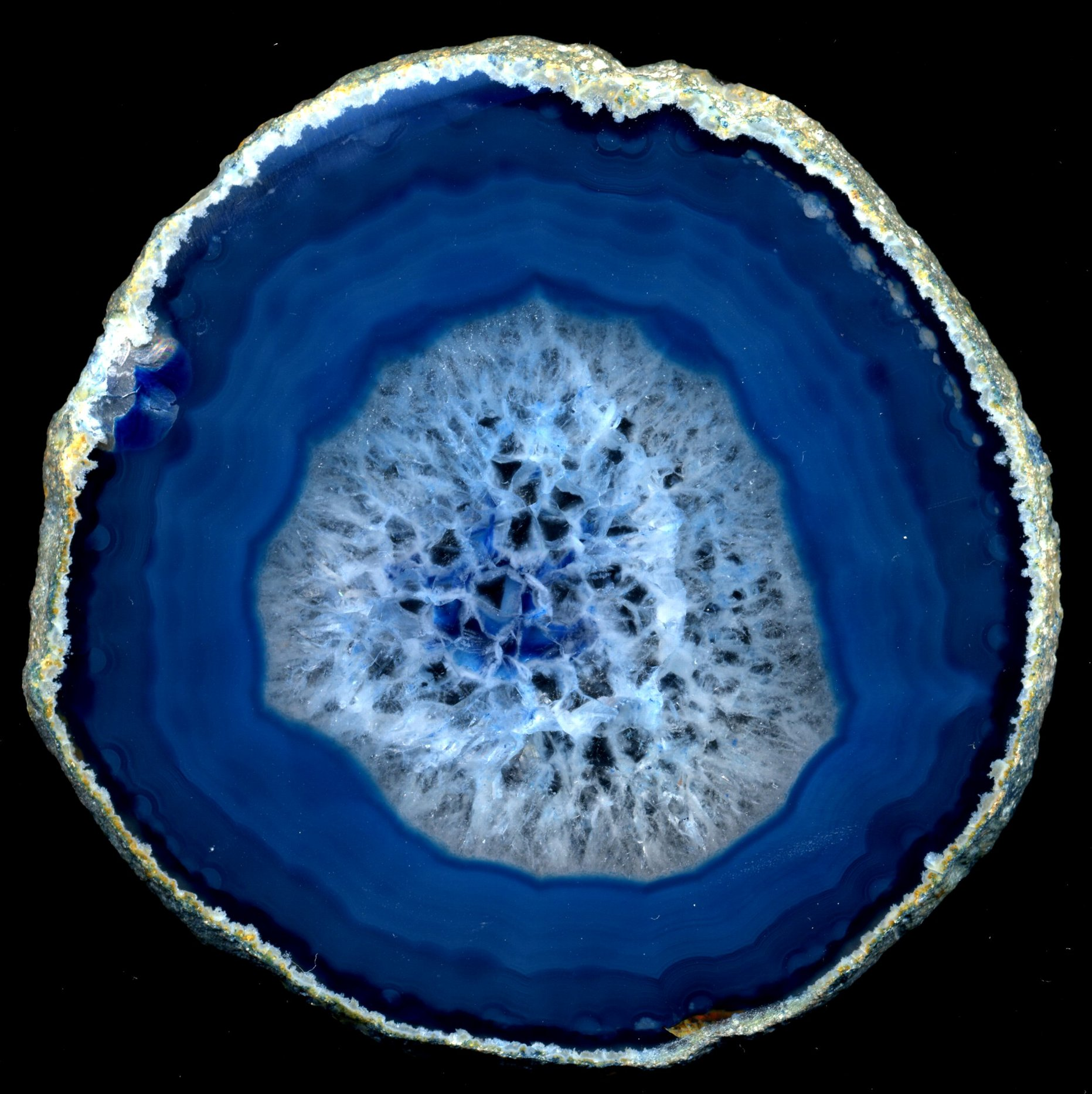
Блакитний агат
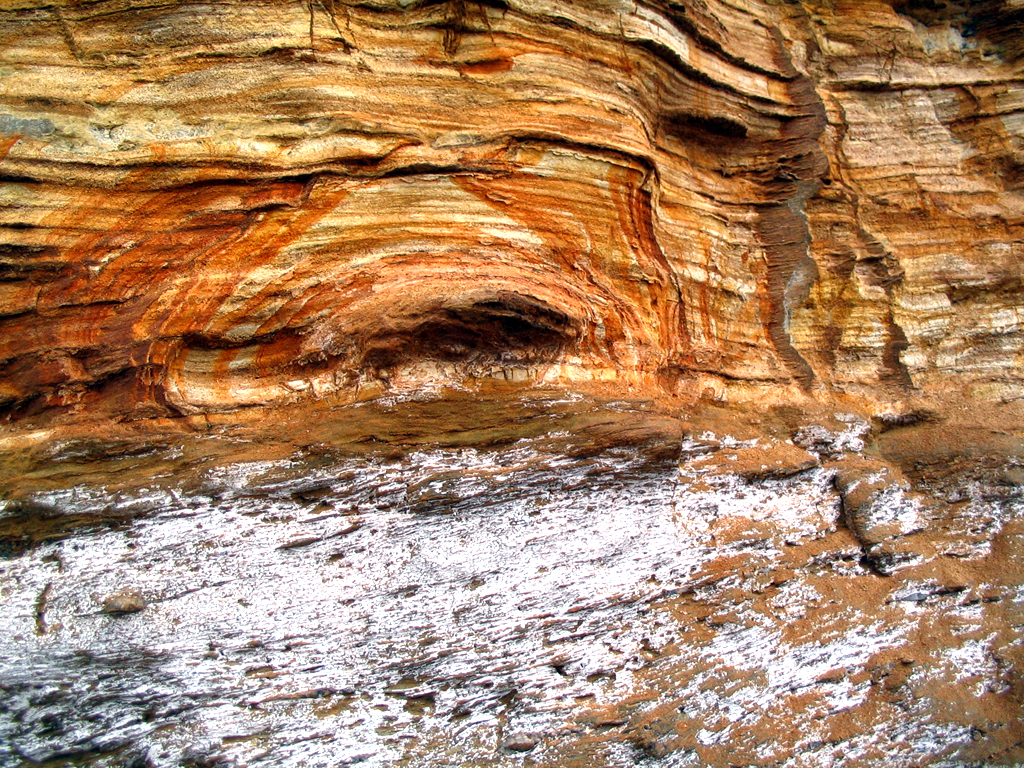
Кільця Лізеганга на скелях в Бретані
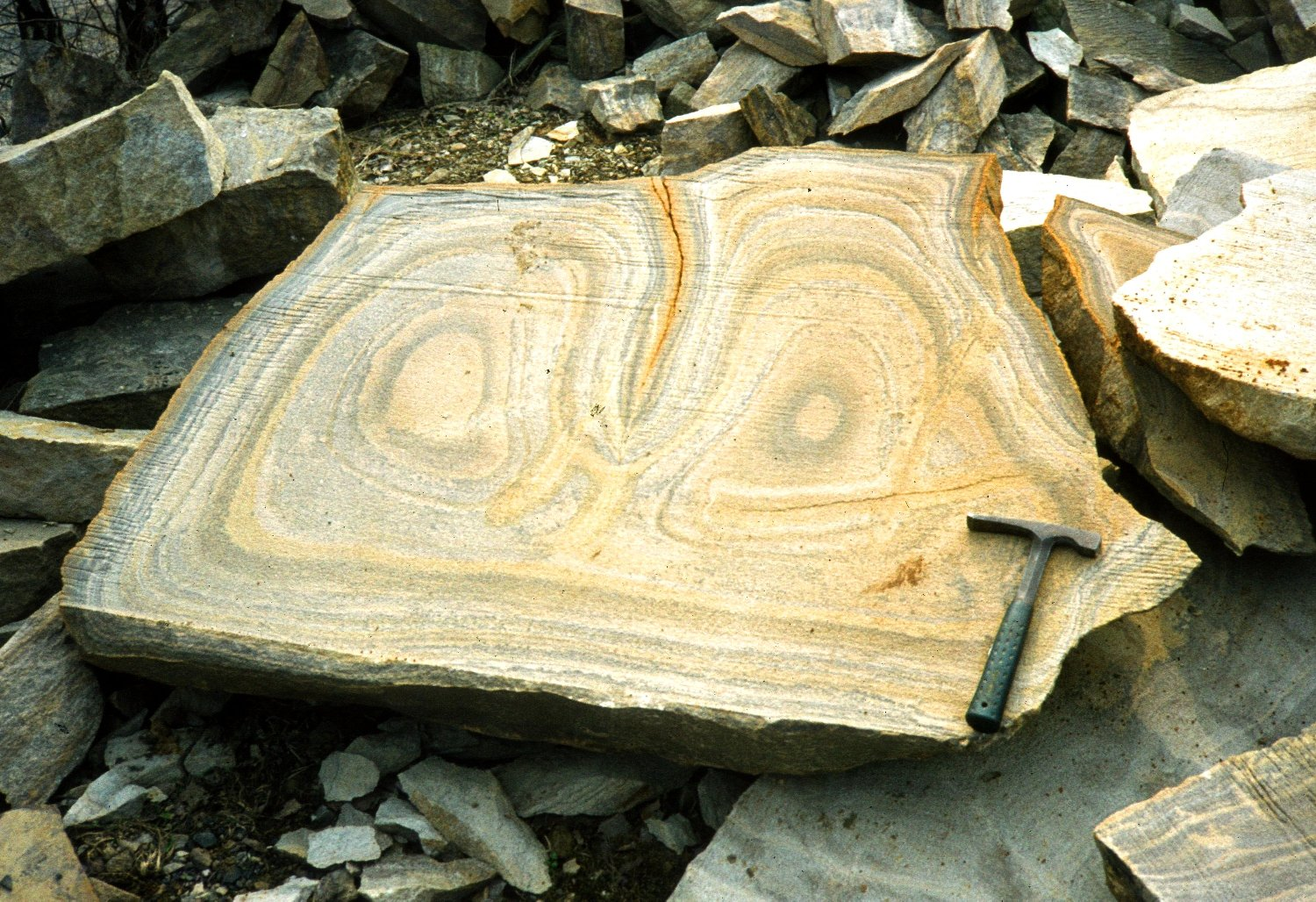
Кільця Лізеганга в пісковику
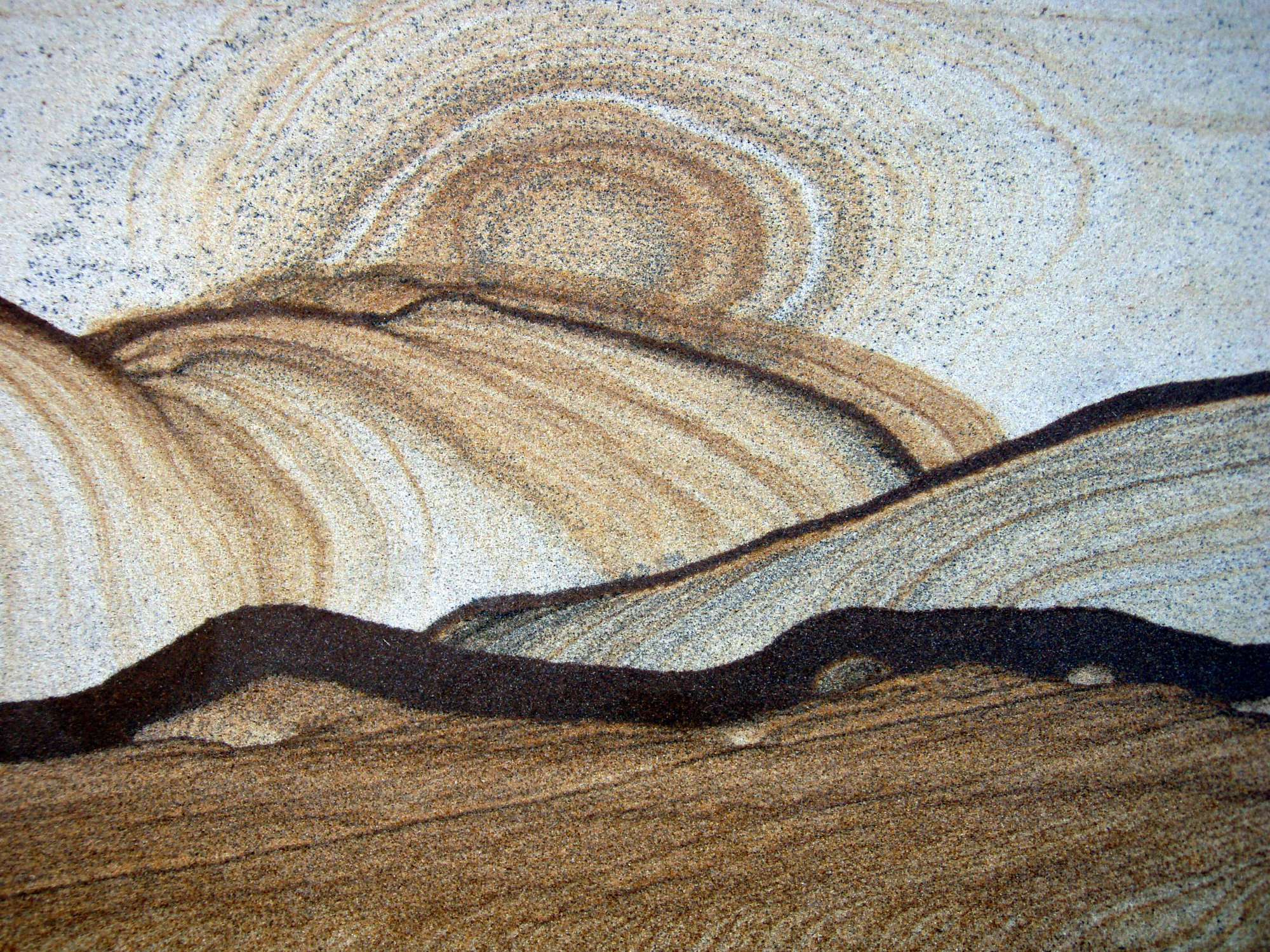
Пісковики в штаті Юта (США)